# Kortstaartboself
De kortstaartboself (Myrmia micrura) is een vogel uit de familie Trochilidae (kolibries).

## Verspreiding en leefgebied
Deze soort komt voor in westelijk Ecuador en noordwestelijk Peru.

## Externe link

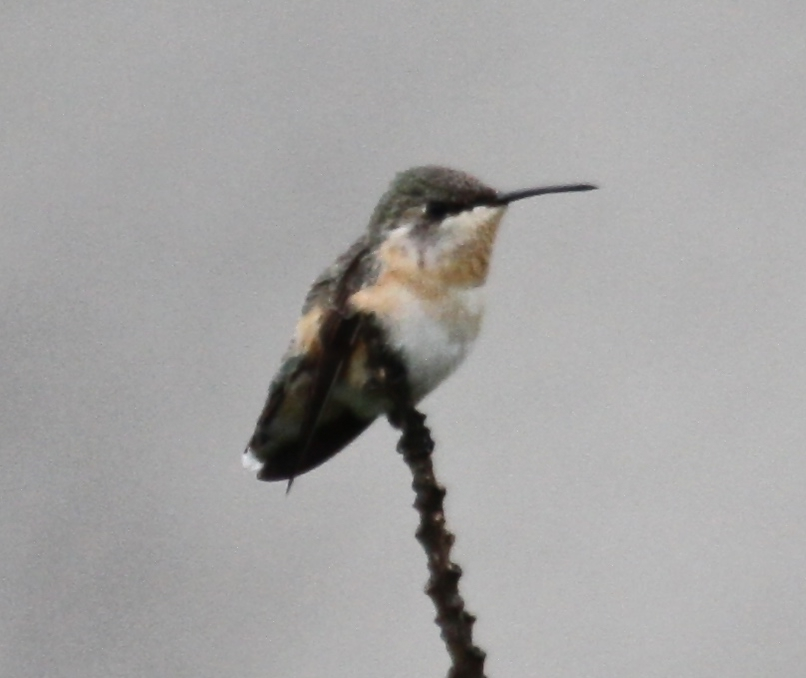